# Stewart Symes
Sir Stewart George Symes (Wateringbury, 29 luglio 1882 – Folkestone, 5 dicembre 1962) è stato un militare britannico.

## Biografia

### Origini e carriera militare
Symes nacque nella contea inglese del Kent, figlio del tenente colonnello dell'Highland Light Infantry William Alexander Symes e di Emily Catherine, figlia di Charles Shore, II barone Teignmouth. 
Nominato secondo tenente del Royal Hampshire Regiment nell'agosto del 1900, servì in Sudafrica verso il termine della seconda guerra boera nel 1902, venendo promosso al grado di tenente il 21 aprile dello stesso anno. Symes prese parte alla battaglia di Rooiwal e successivamente rimase di stanza a Potchefstroom, per essere poi inviato nell'entroterra di Aden dove servì dal 1903 al 1904.

### Incarichi governativi
Dagli anni '20 alla fine degli anni '40 Symes ricoprì una serie di incarichi governativi in alcune colonie britanniche: fu governatore del distretto settentrionale della Palestina dal 1920 al 1925, segretario capo del governo della Palestina dal 1925 al 1928, residente ad Aden dal 1928 al 1931, governatore del Tanganica dal 1931 al 1934 e governatore generale del Sudan Anglo-Egiziano dal 1934 al 1940.